# The Jewel Thieves Outwitted
The Jewel Thieves Outwitted è un cortometraggio muto del 1913 diretto da Frank Wilson
.

## Trama
Inseguiti dalla polizia perfino in aeroplano, i ladri di gioielli verranno messi nel sacco.

## Produzione
Il film fu prodotto dalla Hepworth.

## Distribuzione
Distribuito dalla Hepworth, il film - un cortometraggio in una bobina - uscì nelle sale cinematografiche britanniche nel 1913.
Si conoscono pochi dati del film che, prodotto dalla Hepworth, fu distrutto nel 1924 dallo stesso produttore, Cecil M. Hepworth. Fallito, in gravissime difficoltà finanziarie, il produttore pensò in questo modo di poter almeno recuperare il nitrato d'argento della pellicola.